# Stadio Raul Guidobaldi
Lo stadio Raul Guidobaldi è uno stadio di atletica leggera della città di Rieti.
Ospita ogni anno il Rieti Meeting, competizione internazionale di atletica leggera che si tiene dal 1971. Ha ospitato i campionati europei juniores di atletica leggera 2013, i campionati italiani assoluti nelle edizioni 2003, 2016 e 2022 e più volte quelli di varie categorie.
Lo stadio è famoso per i numerosi record mondiali che vi sono stati stabiliti (otto in totale, tra cui i 9"74 nei 100 metri piani corsi da Asafa Powell nel 2007), specialmente sulle medie e lunghe distanze, tanto da essersi guadagnato l'appellativo di "tempio del mezzofondo" e da essere stato definito da Steve Cram, sul Guardian, una sorta di Mecca per i record.

## Collocazione
Lo stadio si trova nel quartiere Città giardino di Rieti e occupa un'area delimitata dall'ex viale dello Sport (oggi viale Eugenio Dupré Theseider) e dal fiume Velino, che in quel tratto compie un'ansa. Come suggerisce il nome originale del viale, l'intera zona costituisce uno dei principali poli sportivi cittadini: lo stadio infatti confina a ovest con la piscina comunale e i campi da tennis, e a est con il piazzale Adolfo Leoni dove si trova il Palazzetto dello Sport (oggi denominato PalaCordoni), sede della storica squadra di basket AMG Sebastiani prima della costruzione del PalaSojourner.

## Strutture
La pista principale è un anello ad otto corsie. Su di essa si affacciano due tribune, che prendono il nome dall'elemento naturale visibile alle loro spalle. La principale è la tribuna Velino, situata sul rettilineo sud, costruita in muratura e coperta da una tettoia sorretta da un imponente arco in acciaio; il suo orientamento fa sì che da questa tribuna il pubblico non abbia mai il sole contro. L'altra è la tribuna Terminillo, scoperta e costruita in materiale metallico, situata sul rettilineo nord. Al pianterreno della tribuna Velino trovano spazio gli spogliatoi con le docce e alcuni uffici, mentre più in alto si trova la postazione per i telecronisti. Sul lato orientale il complesso è delimitato da un edificio ad un solo piano che ospita la sede e gli uffici dell'Atletica Studentesca CA.RI.RI.. Le due gabbie per il lancio del martello si trovano agli estremi dell'ovale, quella sul lato est all'interno del perimetro della pista, quella sul lato ovest all'esterno. La buca della sabbia per il salto in lungo si trova all'interno del perimetro della pista principale, in parallelo al rettilineo nord.
Oltre alla pista principale, alle spalle della tribuna Velino lo stadio dispone di un'altra area utilizzata per il riscaldamento. Qui si trova una pista a sei corsie, costituita da una curva ed un rettilineo per una lunghezza totale di 250 metri, un'area attrezzata per il salto in lungo e con l'asta, ed un pistino coperto. Quest'ultimo è dotato di impianto di riscaldamento e viene usato per gli allenamenti invernali e per la stagione indoor; è costituito da un rettilineo di 100 metri e da due piazzole situate ai suoi estremi, attrezzate per il salto con l'asta, il salto in lungo, il salto in alto e il getto del peso.

## Storia

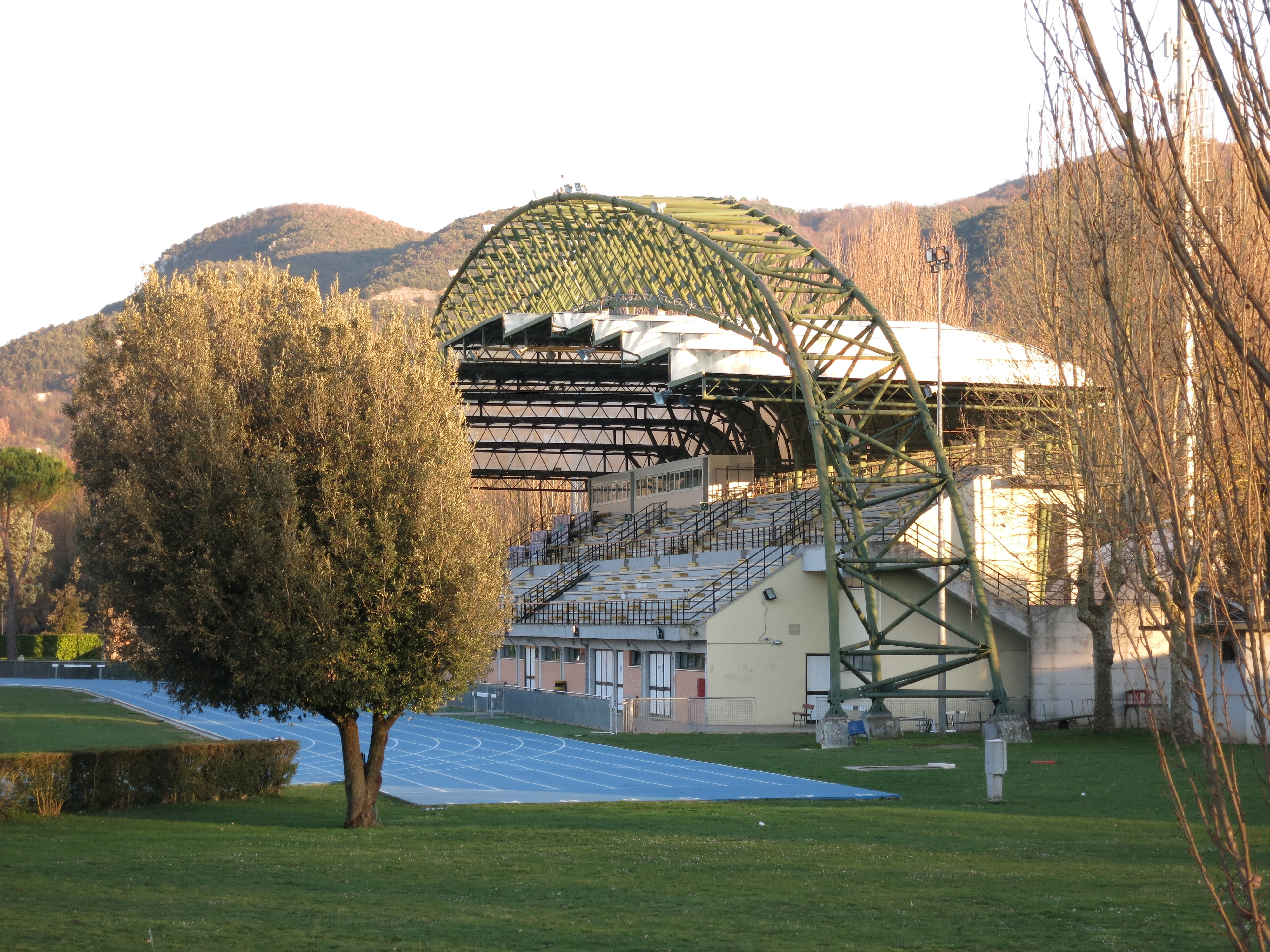
La tribuna Velino

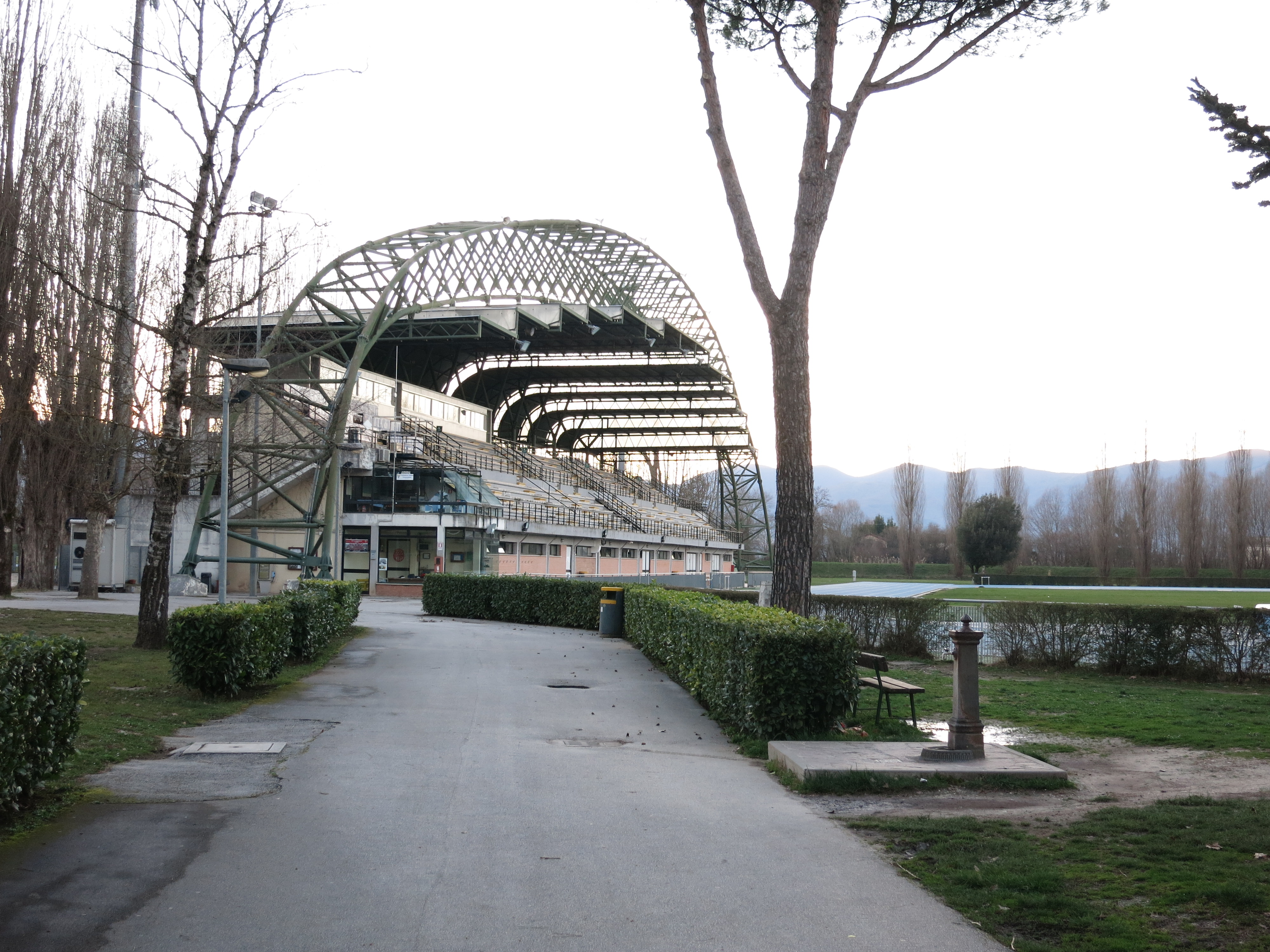
La vista dall'ingresso principale

La realizzazione della struttura venne decisa alla fine degli anni cinquanta, all'interno degli interventi di preparazione per le olimpiadi di Roma del 1960. Allo scopo venne prescelta un'area all'interno del neonato quartiere di Città giardino, contigua alle aree dove sarebbero sorte altre strutture sportive quali la piscina comunale, i campi da tennis e il palazzo dello sport, che formarono il primo polo sportivo della città di Rieti. A distanza di alcuni anni, la struttura venne finanziata e realizzata, e venne inaugurata il 23 luglio 1960. Inizialmente l'impianto era un semplice camposcuola, dotato di una pista a sei corsie pavimentata in tennisolite.
La struttura venne potenziata di pari passo con la crescita del movimento dell'atletica leggera locale, prima con la Alco Rieti e poi con la Studentesca CARIRI. Il pistino coperto fu realizzato nel 1981, ma rimase incompleto per la mancanza dell'impianto di illuminazione (realizzato nel 1982) e della pavimentazione; divenne utilizzabile solo nel 1986. Nel 1985 viene installata la seconda tribuna, denominata Terminillo.
L'ulteriore miglioramento dell'impianto rimase in sospeso per alcuni anni: l'amministrazione comunale dapprima pensò di realizzare un'unica nuova struttura (lo stadio Centro d'Italia) dove ospitare sia le manifestazioni calcistiche che quelle dell'atletica leggera; successivamente, invece, la giunta Cicchetti decise di dedicare il Centro d'Italia solo al calcio e di eseguire lavori di miglioramento anche al Guidobaldi, dove sarebbero rimaste le attività di atletica leggera. Fu così che, nel 1999, venne rinnovata la tribuna Velino, con la costruzione di una copertura sorretta da una struttura ad arco, e la pista d'atletica venne ampliata ad otto corsie; ciò permise di cambiare la categoria dell'impianto da semplice campo scuola a vero e proprio stadio di atletica.
Tra il 2011 ed il 2012, in vista degli Europei juniores 2013, tutte le piste sono state rifatte in materiale sportflex nel nuovo colore blu dall'azienda Mondo grazie ad un finanziamento di 1,5 milioni di euro della regione Lazio. Nel luglio del 2013 è stato inaugurato un ponte ciclopedonale sul Velino, che collega l'ingresso dello stadio su piazzale Leoni con il sentiero ciclabile della Giorlandina, sul fianco meridionale del fiume, voluto dal comitato organizzatore degli europei Rieti 2013 e finanziato da Acea, Unioncamere Lazio e Fondazione Varrone.

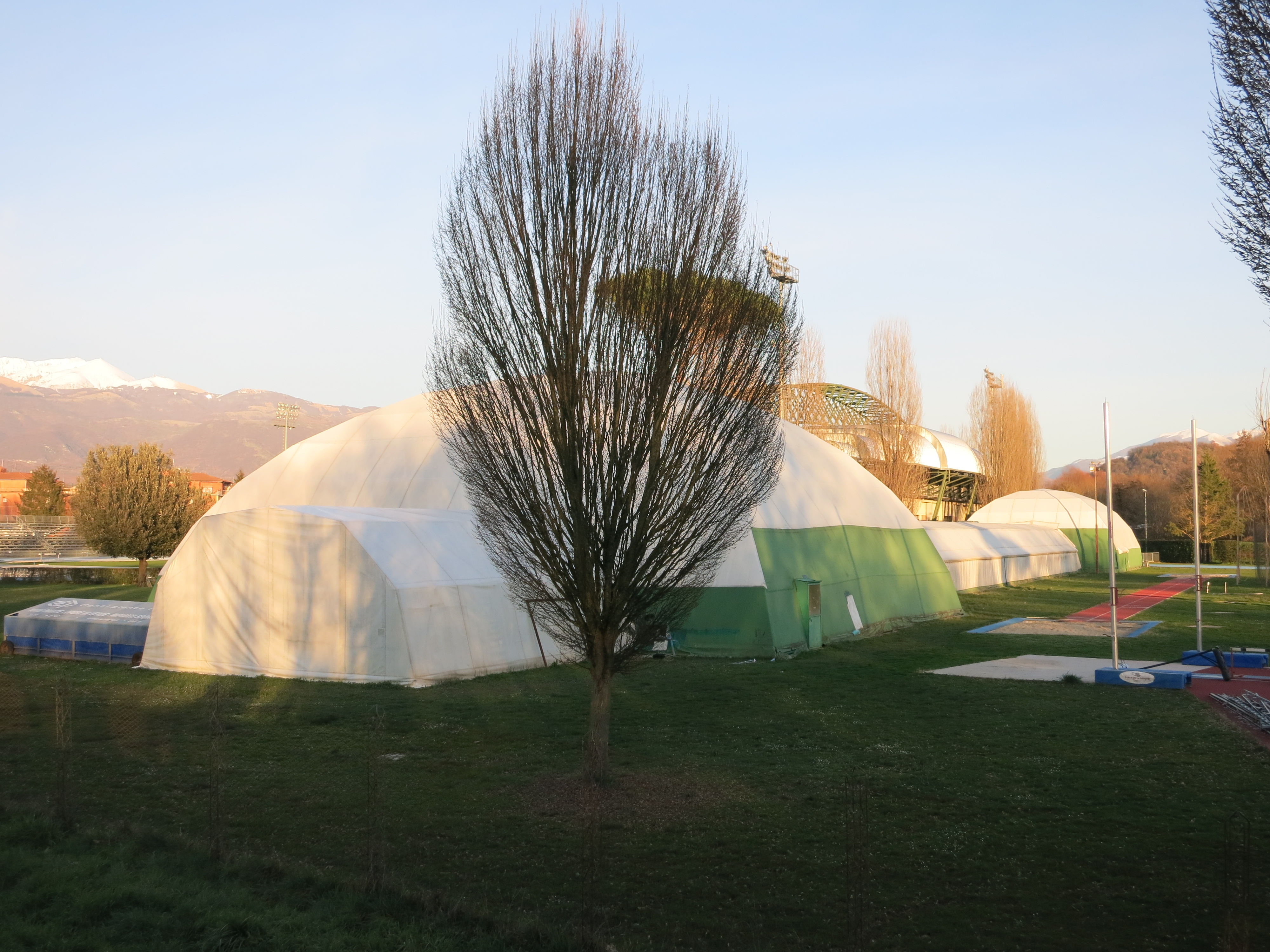
Il tendone con il pistino coperto
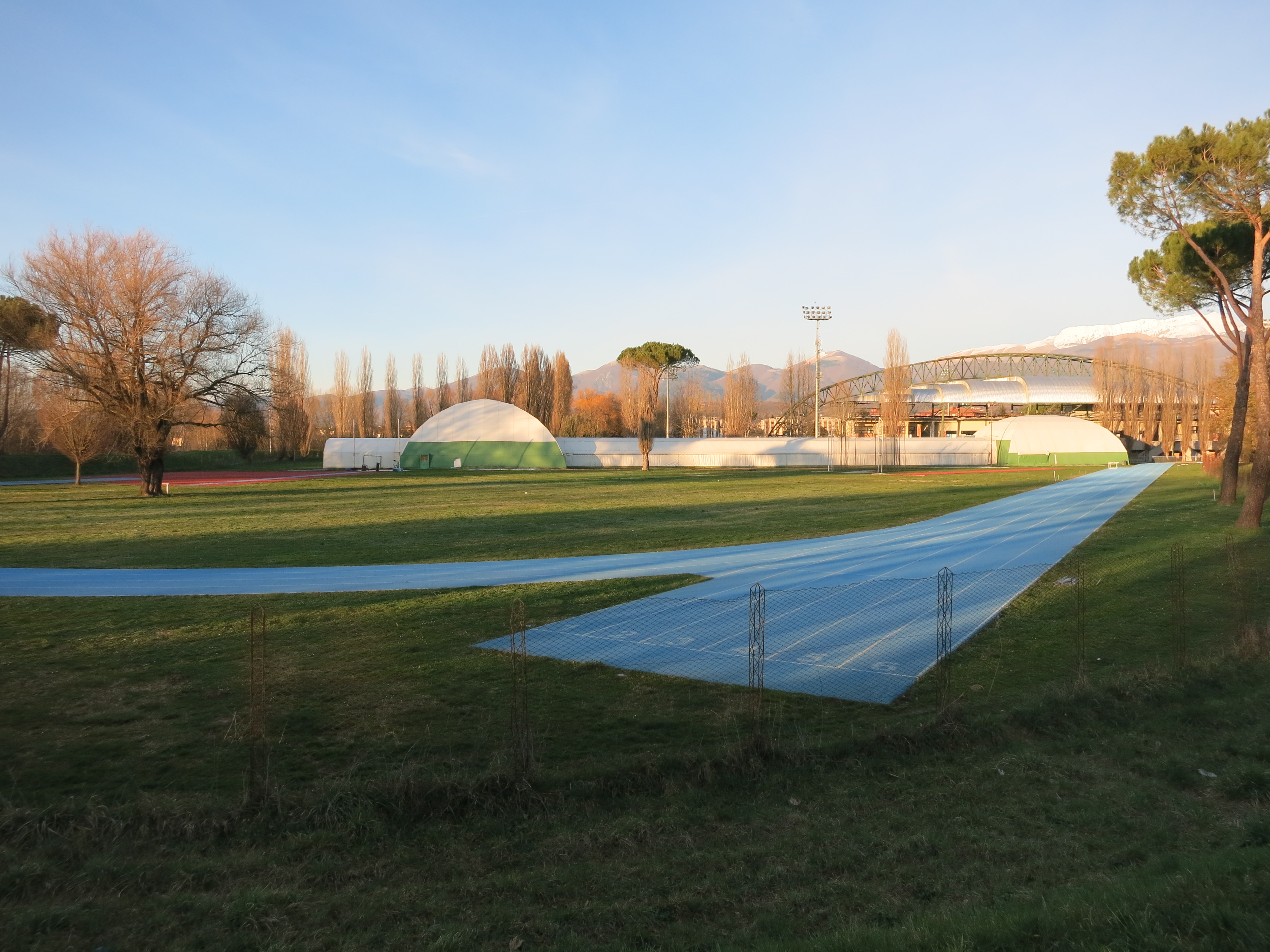
La pista per il riscaldamento ed il pistino coperto